# Claudia Pulchra (dochter van Claudia Marcella minor)
Claudia Pulchra (PIR2 C 1116, 14 v.Chr.-26) was een patricische vrouw die leefde tijdens de regering van Augustus en Tiberius.

## Afstamming
Claudia Pulchra was een dochter van Claudia Marcella minor en consul Paullus Aemilius Lepidus. Haar grootouders van moederskant waren Gaius Claudius Marcellus minor en Octavia Thurina minor, de zus van Augustus. Haar vader, Paullus Aemilius Lepidus (mogelijk Lucius Aemilius Lepidus Paullus), was een zoon van de consul Lucius Aemilius Lepidus Paulus en zijn oom van vaderskant was Marcus Aemilius Lepidus. Haar vader stierf in 13 v.Chr. (de doodsoorzaak is onbekend) en haar moeder huwde de senator Marcus Valerius Messalla Messallinus. Ze was de oudere halfzus van Marcus Valerius Messalla Barbatus (die de vader zou worden van Valeria Messalina, derde echtgenote van Claudius).

## Biografie
Ze werd de tweede vrouw van Publius Quinctilius Varus. Hij was de weduwnaar van een zekere Vipsania, een dochter van Marcus Vipsanius Agrippa. Pulchra en Varus hadden een zoon, Publius Quinctilius Varus minor. Haar echtgenoot pleegde in september 9 n.Chr. zelfmoord tijdens de slag bij het Teutoburgerwoud in Germania inferior. Ze zou niet hertrouwen.
Pulchra was altijd goed bevriend geweest met haar achternicht Vipsania Agrippina maior. Omwille van haar vriendschap met Agrippina, werd ze het slachtoffer van de intriges van Lucius Aelius Seianus' laesae maiestatis in 26. Ze werd door Gnaius Domitius Afer ervan beschuldigd Tiberius te hebben willen vergiftigen, magie te hebben bedreven, en immoreel te zijn en stierf in ballingschap. Tacitus beschouwde het proces tegen haar als een indirecte politieke aanval van Seianus tegen Agrippina.
Haar zoon werd rijk door de erfenis van zijn beide ouders. In 27 werd Varus minor beschuldigd van verraad en formeel veroordeeld. Zijn proces wordt toegeschreven aan het toenemende wantrouwen van Tiberius tegenover zijn omgeving en de machinaties van Seianus.

## Antieke bronnen
- Tacitus, Annales IV 52.
- Cassius Dio, LIX 19.